# Lindtneria lowei
Lindtneria lowei är en svampart som beskrevs av M.J. Larsen 2000. Lindtneria lowei ingår i släktet Lindtneria och familjen Stephanosporaceae.   Inga underarter finns listade i Catalogue of Life.